# Tadami-Linie
| Tadami-Linie         | Tadami-Linie      |
| -------------------- | ----------------- |
| Zug der Tadami-Linie |                   |
|                      |                   |
| Streckenlänge:       | 135,2 km          |
| Spurweite:           | 1067 mm (Kapspur) |
|                      |                   |

Die Tadami-Linie (jap. 只見線, Tadami-sen) ist eine japanische Eisenbahnstrecke, die zwischen den Bahnhöfen Aizu Wakamatsu in der Präfektur Fukushima und Koide in der Präfektur Niigata verläuft und von der East Japan Railway Company (JR East) betrieben wird. Die Strecke wurde 1942 eröffnet, ist einspurig und nicht elektrifiziert. Der Name Tadami-Line kommt vom Fluss Tadami-Gawa, der parallel zur Bahnlinie fließt. Touristisch interessant ist das Aizu-kogen-Plateau, ein Nationalpark mit heißen Quellen, der über die Station Tadami erreicht werden kann.

## Daten
- Länge: 135,2 km
- Spurweite: 1067 mm
- Anzahl der Stationen: 38